# Myrträsket (Skellefteå socken, Västerbotten)
Myrträsket är en sjö i Skellefteå kommun i Västerbotten och ingår i Bureälvens huvudavrinningsområde. Sjön har en area på 0,118 kvadratkilometer och ligger 245,9 meter över havet. Sjön avvattnas av vattendraget Bjurbäcken.

## Delavrinningsområde
Myrträsket ingår i det delavrinningsområde (719045-170844) som SMHI kallar för Ovan 718862-171039. Medelhöjden är 258 meter över havet och ytan är 9,49 kvadratkilometer. Det finns inga avrinningsområden uppströms utan avrinningsområdet är högsta punkten. Bjurbäcken som avvattnar avrinningsområdet har biflödesordning 2, vilket innebär att vattnet flödar genom totalt 2 vattendrag innan det når havet efter 98 kilometer. Avrinningsområdet består mestadels av skog (56 procent) och sankmarker (35 procent). Avrinningsområdet har 0,17 kvadratkilometer vattenytor vilket ger det en sjöprocent på 1,8 procent.